# لیگ قهرمانان کونکاکاف ۲۰۱۸
لیگ قهرمانان کونکاکاف ۲۰۱۸ (که به طور رسمی با نام لیگ قهرمانان کونکاکاف اسکوشیابانک ۲۰۱۸ شناخته می‌شود) دهمین دوره لیگ قهرمانان کونکاکاف با نام فعلی و به طور کلی پنجاه و سومین دوره از مسابقات برتر باشگاهی فوتبال بود که توسط کونکاکاف، نهاد حاکم منطقه‌ای آمریکای شمالی، آمریکای مرکزی و کارائیب برگزار شد.
قالب مسابقات به عنوان بخشی از پلتفرم جدید مسابقات باشگاهی کونکاکاف که شامل دو تورنمنت (لیگ کونکاکاف و لیگ قهرمانان کونکاکاف) و در مجموع ۳۱ تیم شرکت کننده در طول فصل (افزایش نسبت به ۲۴ تیم قبلی) بود، تغییر یافت. ۱۶ تیم از اوت تا اکتبر در مسابقات تازه تأسیس لیگ کونکاکاف به رقابت پرداختند و قهرمان لیگ کونکاکاف به ۱۵ شرکت کننده مستقیم که از فوریه تا آوریل در لیگ قهرمانان کونکاکاف رقابت می‌کردند، پیوست. در نتیجه، نسخه ۲۰۱۸ با استفاده از قالب جدیدی برگزار شد که شامل حذف شدن مرحله گروهی، کاهش تیم‌های شرکت‌کننده از ۲۴ به ۱۶ و کاهش کلی مسابقات از ۶۲ به ۳۰ بود.
گوادالاخارا در فینال، تورنتو را شکست داد تا دومین عنوان قهرمانی باشگاهی کونکاکاف و اولین عنوان قهرمانی خود در دوران لیگ قهرمانان را کسب کند و به عنوان نماینده کونکاکاف در جام باشگاه‌های جهان ۲۰۱۸ در امارات متحده عربی شرکت کند. پاچوکا در دوره قبلی مسابقات قهرمان شد اما به این مسابقات راه نیافت و نتوانست از عنوان قهرمانی خود دفاع کند.

## نحوه صلاحیت
در مجموع ۱۶ تیم در لیگ قهرمانان کونکاکاف شرکت کردند:
- منطقه آمریکای شمالی: ۹ تیم (از سه فدراسیون)
- منطقه آمریکای مرکزی: ۵ تیم (از چهار فدراسیون؛ معمولاً از پنج فدراسیون، اما تیم‌های گواتمالایی از مسابقات این فصل کنار گذاشته شدند)
- منطقه کارائیب: ۱ تیم (از یک فدراسیون)
- قهرمان لیگ کونکاکاف (از یک فدراسیون، از منطقه آمریکای مرکزی یا منطقه کارائیب)

بنابراین، تیم‌های ۸ یا ۹ فدراسیون از ۴۱ فدراسیون عضو کونکاکاف می‌توانستند در لیگ قهرمانان کونکاکاف شرکت کنند.

### آمریکای شمالی
نه سهمیه برای اتحادیه فوتبال آمریکای شمالی (نافو) به سه انجمن عضو نافو به شرح زیر اختصاص داده شد: چهار سهمیه برای هر یک از کشورهای مکزیک و ایالات متحده، و یک سهمیه برای کانادا.
برای مکزیک، قهرمانان و نایب قهرمانان لیگ مکزیک در فصل‌های آغازین و پایانی به لیگ قهرمانان کونکاکاف راه یافتند. اگر تیمی وجود داشت که فینالیست هر دو تورنمنت بود، جایگاه خالی با استفاده از فرمولی بر اساس سوابق فصل عادی، مجدداً اختصاص داده می‌شد که تضمین می‌کرد دو تیم از طریق هر تورنمنت صعود کنند.
برای ایالات متحده، چهار تیم به لیگ قهرمانان کونکاکاف راه یافتند، سه تیم از طریق فصل لیگ برتر فوتبال (ام‌ال‌اس) و یک تیم از طریق رقابت‌های جام حذفی داخلی:
- قهرمان جام ام‌ال‌اس، آخرین مسابقه مراحل پلی آف جام ام‌ال‌اس
- قهرمان ساپورترز شیلد، که به تیمی با بهترین رکورد فصل عادی ام‌ال‌اس اعطا می‌شود
- قهرمان فصل عادی کنفرانس شرق یا کنفرانس غرب که قهرمان ساپورترز شیلد نبود
- قهرمان جام یو اس اوپن

اگر تیمی وجود داشت که از طریق چندین سهمیه به مسابقات راه یافته بود، یا اگر تیمی از ام‌ال‌اس مستقر در کانادا قهرمان جام ام‌ال‌اس، ساپورترز شیلد یا فصل عادی کنفرانس شده بود، جایگاه خالی شده به تیم مستقر در ایالات متحده با بهترین رکورد فصل عادی ام‌ال‌اس که هنوز واجد شرایط نشده بود، اختصاص داده می‌شد.
برای کانادا، قهرمان مسابقات قهرمانی کانادا، مسابقات جام داخلی آن که جام مسافران را اهدا می‌کند، به لیگ قهرمانان کونکاکاف راه یافت. در حالی که برخی از تیم‌های مستقر در کانادا در ام‌ال‌اس رقابت می‌کردند، نمی‌توانستند از طریق فصل عادی ام‌ال‌اس یا مراحل پلی آف به این مسابقات راه یابند. در راستای راه‌اندازی فرمت جدید که نماینده کانادا را مستقیماً از اوایل سال ۲۰۱۸ در لیگ قهرمانان کونکاکاف قرار می‌داد، فدراسیون فوتبال کانادا در مارس ۲۰۱۷ اعلام کرد که یک بازی پلی‌آف ویژه یک مسابقه‌ای بین قهرمان سال ۲۰۱۶، تورنتو، و قهرمان سال ۲۰۱۷، در ۹ اوت ۲۰۱۷ در تورنتو برگزار می‌شود تا مشخص شود چه کسی واجد شرایط لیگ قهرمانان کونکاکاف ۲۰۱۸ خواهد بود، مگر در صورتی که تورنتو در نسخه ۲۰۱۷ برنده شود که در آن صورت، پلی آف غیرضروری خواهد بود و تورنتو به طور خودکار به این مسابقات راه می‌یابد. از آنجایی که تورنتو بعداً در مسابقات قهرمانی کانادا ۲۰۱۷ برنده شد، پلی‌آف برگزار نشد.

### آمریکای مرکزی
پنج سهمیه اتحادیه فوتبال آمریکای مرکزی (اونکاف) به پنج فدراسیون از هفت فدراسیون عضو اونکاف به شرح زیر اختصاص داده شد: یک سهمیه برای هر یک از کشورهای کاستاریکا، السالوادور، گواتمالا، هندوراس و پاناما. از آنجایی که تمام لیگ‌های آمریکای مرکزی یک فصل تقسیم‌شده با دو تورنمنت در یک فصل را اجرا می‌کردند، قهرمانانی که در مجموع رکورد بهتری داشتند (یا هر تیمی که قهرمان هر دو تورنمنت بود) در لیگ‌های کاستاریکا، السالوادور، گواتمالا، هندوراس و پاناما به لیگ قهرمانان کونکاکاف راه یافتند.
اگر تیم‌هایی از هر یک از انجمن‌های آمریکای مرکزی حذف می‌شدند، تیم‌هایی از سایر انجمن‌های آمریکای مرکزی جایگزین آنها می‌شدند و این انجمن‌ها بر اساس نتایج مسابقات قبلی لیگ قهرمانان کونکاکاف انتخاب می‌شدند. برای این فصل، تیم‌های گواتمالا به دلیل تعلیق فدراسیون‌شان توسط فیفا حذف شد و یک تیم دیگر از کاستاریکا جایگزین آن شد.

### کارائیب
تنها سهمیه اتحادیه فوتبال کارائیب (سی‌اف‌یو) از طریق جام باشگاه‌های کارائیب، یک تورنمنت شبه‌قاره‌ای که برای باشگاه‌های هر ۳۱ انجمن عضو سی‌اف‌یو آزاد است، اختصاص داده شد. برای واجد شرایط شدن در جام باشگاه‌های کارائیب، تیم‌ها باید در فصل قبل به عنوان قهرمان یا نایب قهرمان لیگ انجمن مربوطه خود انتخاب می‌شدند، اما تیم‌های حرفه‌ای نیز در صورت بازی در لیگ کشور دیگری می‌توانستند توسط انجمن‌های خود انتخاب شوند. قهرمان جام باشگاه‌های کارائیب به لیگ قهرمانان کونکاکاف راه یافتند.

### لیگ کونکاکاف
علاوه بر ۱۵ تیم راه یافته مستقیم به لیگ قهرمانان کونکاکاف، ۱۶ تیم دیگر (۱۳ تیم از آمریکای مرکزی و ۳ تیم از کارائیب) وارد لیگ کونکاکاف شدند، تورنمنتی که از اوت تا اکتبر قبل از لیگ قهرمانان کونکاکاف برگزار می‌شد. قهرمان لیگ کونکاکاف به لیگ قهرمانان کونکاکاف راه یافت.

## تیم‌ها
۱۶ تیم زیر (از هشت فدراسیون) به این مسابقات راه یافتند.
در جدول زیر، تعداد حضورها، آخرین حضور و بهترین نتیجه قبلی، فقط آن‌هایی که در دوره لیگ قهرمانان کونکاکاف از فصل ۰۹–۲۰۰۸ شروع شده‌اند، در نظر گرفته می‌شوند (و آن‌هایی که در دوره جام قهرمانان از سال ۱۹۶۲ تا ۲۰۰۸ بوده‌اند، در نظر گرفته نمی‌شوند).
| فدراسیون                      | تیم             | نحوه راه‌یابی                                                                  | حضور (آخرین)      | بهترین نتیجه (آخرین)    |
| ----------------------------- | --------------- | ----------------------------------------------------------------------------- | ----------------- | ----------------------- |
| مکزیک (۴ سهمیه)               | اونال           | قهرمان فصل پایانی ۲۰۱۶ و نایب قهرمان فصل آغازین ۲۰۱۷                          | چهارمین (۱۷–۲۰۱۶) | نایب قهرمانی (۱۷–۲۰۱۶)  |
| مکزیک (۴ سهمیه)               | گوادالاخارا     | قهرمان فصل آغازین ۲۰۱۷                                                        | دومین (۱۳–۲۰۱۲)   | مرحله گروهی (۱۳–۲۰۱۲)   |
| مکزیک (۴ سهمیه)               | آمریکا          | نایب قهرمان فصل پایانی ۲۰۱۶                                                   | چهارمین (۱۶–۲۰۱۵) | قهرمانی (۱۷–۲۰۱۶)       |
| مکزیک (۴ سهمیه)               | تیخوانا         | غیر فینالیست با بهترین رکورد فصل عادی در سال فصل آغازین ۲۰۱۷:[نکته مکزیک]     | دومین (۱۴–۲۰۱۳)   | نیمه نهایی (۱۴–۲۰۱۳)    |
| ایالات متحده آمریکا (۴ سهمیه) | سیاتل ساندرز    | قهرمان جام ام‌ال‌اس ۲۰۱۶                                                        | پنجمین (۱۶–۲۰۱۵)  | نیمه نهایی (۱۳–۲۰۱۲)    |
| ایالات متحده آمریکا (۴ سهمیه) | دالاس           | قهرمان ساپورترز شیلد ۲۰۱۶ و جام یو اس اوپن ۲۰۱۶                               | سومین (۱۷–۲۰۱۶)   | نیمه نهایی (۱۷–۲۰۱۶)    |
| ایالات متحده آمریکا (۴ سهمیه) | نیویورک رد بولز | قهرمان فصل عادی کنفرانس شرق ۲۰۱۶                                              | چهارمین (۱۷–۲۰۱۶) | یک‌چهارم نهایی (۱۷–۲۰۱۶) |
| ایالات متحده آمریکا (۴ سهمیه) | کلرادو رپیدز    | نایب قهرمان ساپورترز شیلد ۲۰۱۶[نکته ا.م.]                                     | دومین (۱۲–۲۰۱۱)   | مرحله گروهی (۱۲–۲۰۱۱)   |
| کانادا (۱ سهمیه)              | تورنتو          | قهرمان مسابقات قهرمانی کانادا ۲۰۱۶ و مسابقات قهرمانی کانادا ۲۰۱۷[نکته کانادا] | پنجمین (۱۳–۲۰۱۲)  | نیمه نهایی (۱۲–۲۰۱۱)    |

| فدراسیون                               | تیم        | نحوه راه‌یابی                                                    | حضور (آخرین)      | بهترین نتیجه (آخرین)    |
| -------------------------------------- | ---------- | --------------------------------------------------------------- | ----------------- | ----------------------- |
| کاستاریکا (۱ + ۱ سهمیه)[نکته گواتمالا] | ساپریسا    | قهرمان با رکورد مجموع بهتر در فصل ۱۷–۲۰۱۶ (فصل زمستانی ۲۰۱۶)    | هفتمین (۱۷–۲۰۱۶)  | نیمه نهایی (۱۱–۲۰۱۰)    |
| کاستاریکا (۱ + ۱ سهمیه)[نکته گواتمالا] | هردیانو    | قهرمان با رکورد مجموع ضعیف‌تر در فصل ۱۷–۲۰۱۶ (فصل تابستانی ۲۰۱۷) | هشتمین (۱۷–۲۰۱۶)  | نیمه نهایی (۱۵–۲۰۱۴)    |
| هندوراس (۱ سهمیه + برنده سی‌ال)         | موتاگوا    | قهرمان فصل پایانی ۲۰۱۶ و فصل آغازین ۲۰۱۷                        | چهارمین (۱۶–۲۰۱۵) | مرحله گروهی (۱۶–۲۰۱۵)   |
| هندوراس (۱ سهمیه + برنده سی‌ال)         | المپیا     | قهرمان لیگ کونکاکاف ۲۰۱۷                                        | دهمین (۱۷–۲۰۱۶)   | یک‌چهارم نهایی (۱۵–۲۰۱۴) |
| پاناما (۱ سهمیه)                       | تائورو     | قهرمان با رکورد مجموع بهتر در فصل ۱۷–۲۰۱۶ (فصل آغازین ۲۰۱۷)     | ششمین (۱۵–۲۰۱۴)   | مرحله گروهی (۱۵–۲۰۱۴)   |
| السالوادور (۱ سهمیه)                   | سانتا تکلا | قهرمان فصل پایانی ۲۰۱۶ و فصل آغازین ۲۰۱۷                        | دومین (۱۶–۲۰۱۵)   | مرحله گروهی (۱۶–۲۰۱۵)   |

| فدراسیون | تیم    | نحوه راه‌یابی                      | حضور (آخرین) | بهترین نتیجه (آخرین) |
| -------- | ------ | --------------------------------- | ------------ | -------------------- |
| دومینیکن | سیبائو | قهرمان جام باشگاه‌های کارائیب ۲۰۱۷ | اولین        | اولین                |

نکات
1. ^ کانادا: با توجه به تغییر ساختار مسابقات، قرار بود نماینده کانادا توسط برنده یک مسابقه پلی آف بین قهرمانان مسابقات قهرمانی کانادا در سال‌های ۲۰۱۶ و ۲۰۱۷ مشخص شود. با این حال، از آنجایی که تیم تورنتو در هر دو تورنمنت برنده شد، به طور خودکار به لیگ قهرمانان کونکاکاف راه یافت. این ترتیب فقط برای این فصل استفاده شد.
2. ^ گواتمالا: در ۲۸ اکتبر ۲۰۱۶، فیفا فدراسیون ملی فوتبال گواتمالا را به دلیل دخالت سیاسی دولت گواتمالا به حالت تعلیق درآورد. تا زمان لغو این تعلیق، تیم‌های گواتمالا اجازه شرکت در مسابقات بین‌المللی را ندارند.[۶] کونکاکاف مهلت اول مه ۲۰۱۷ را برای لغو تعلیق تعیین کرد تا تیم‌های گواتمالا بتوانند در مسابقات این فصل شرکت کنند،[۷] و پس از آنکه فدراسیون گواتمالا نتوانست توسط فیفا دوباره به عضویت خود بازگردد، در ۵ مه ۲۰۱۷ تمام تیم‌های گواتمالا را اخراج کرد.[۸]
3. ^ مکزیک: از آنجایی که اونال به فینال هر دو مسابقات فصل پایانی ۲۰۱۶ و فصل آغازین ۲۰۱۷ راه یافت، سهمیه‌ای که از طریق فصل آغازین کسب کرده بود به تیخوانا، تیم غیر فینالیستی که بهترین رکورد فصل عادی را در آن فصل داشت، رسید.[۹]
4. ^ ایالات متحده: دالاس هم ساپورترز شیلد و هم جام یو اس اوپن را برد، بنابراین یکی از این سهمیه‌ها به تیم بعدی برتر مستقر در ایالات متحده در جدول ساپورترز شیلد، کلرادو رپیدز، رسید.[۱۰]

## قرعه کشی
قرعه‌کشی لیگ قهرمانان کونکاکاف ۲۰۱۸ در ۱۸ دسامبر ۲۰۱۷، ساعت ۱۹:۰۰ به وقت شرق آمریکا (یوتی‌سی ۵:۰۰-)، در یونیویژن استودیو در میامی، فلوریدا، ایالات متحده برگزار شد و از یوتیوب پخش شد.
قرعه کشی، هر مسابقه در مرحله یک‌هشتم نهایی (شماره ۱ تا ۸) بین یک تیم از گلدان ۱ و یک تیم از گلدان ۲ را که هر کدام شامل هشت تیم بودند، تعیین می‌کرد. «گلدان‌های جایگاه نمودار» (گلدان A و گلدان B) شامل جایگاه‌های نمودار شماره ۱ تا ۸ مربوط به هر مسابقه بودند. به تیم‌های گلدان ۱، یک جایگاه نمودار از گلدان A و به تیم‌های گلدان ۲، یک جایگاه نمودار از گلدان B اختصاص داده شد. تیم‌های یک انجمن نمی‌توانستند در مرحله یک‌هشتم نهایی در مقابل یکدیگر قرار بگیرند، به جز تیم‌های «وایلدکارد» که جایگزین تیمی از انجمن دیگر می‌شدند.
سیدبندی تیم‌ها بر اساس شاخص جدید باشگاه‌های کونکاکاف انجام شد. هر تیم بر اساس معیارهای تعیین شده توسط انجمن‌های مربوطه (مثلاً قهرمان مسابقات، نایب قهرمان، قهرمان جام) به لیگ قهرمانان کونکاکاف راه یافت و در نتیجه برای هر تیم یک جایگاه (مثلاً MEX۱، MEX۲) تعیین شد. شاخص باشگاه‌های کونکاکاف، به جای رتبه‌بندی هر تیم، بر اساس عملکرد درون زمینی تیم‌هایی بود که جایگاه‌های واجد شرایط مربوطه را در پنج دوره قبلی لیگ قهرمانان کونکاکاف اشغال کرده بودند. برای تعیین کل امتیازات اعطا شده به یک جایگاه در هر دوره از لیگ قهرمانان کونکاکاف، کونکاکاف از فرمول زیر استفاده کرد:
| امتیاز برای | حضور | برد | تساوی | صعود به مرحله بعد | قهرمانی |
| ----------- | ---- | --- | ----- | ----------------- | ------- |
| امتیاز برای | ۴    | ۳   | ۱     | ۱                 | ۲       |

۱۶ تیم به شرح زیر در گلدان‌ها توزیع شدند:
| گلدان   | رتبه | سهمیه | ۱۳–۲۰۱۲ | ۱۴–۲۰۱۳ | ۱۵–۲۰۱۴ | ۱۶–۲۰۱۵ | ۱۷–۲۰۱۶ | مجموع | تیم                 |
| ------- | ---- | ----- | ------- | ------- | ------- | ------- | ------- | ----- | ------------------- |
| گلدان ۱ | ۱    | MEX3  | ۱۱      | ۲۹      | ۳۲      | ۲۳      | ۱۵      | ۱۱۰   | آمریکا              |
| گلدان ۱ | ۲    | MEX1  | ۱۶      | ۲۲      | ۱۱      | ۳۳      | ۲۷      | ۱۰۹   | اونال               |
| گلدان ۱ | ۳    | MEX2  | ۲۷      | ۱۰      | ۱۶      | ۲۰      | ۳۰      | ۱۰۳   | گوادالاخارا         |
| گلدان ۱ | ۴    | MEX4  | ۳۵      | ۲۹      | ۹       | ۱۸      | ۱۰      | ۱۰۱   | تیخوانا             |
| گلدان ۱ | ۵    | USA3  | ۱۶      | ۱۱      | ۱۳      | ۱۶      | ۲۰      | ۷۶    | نیویورک رد بولز     |
| گلدان ۱ | ۶    | CAN1  | ۱۰      | ۱۰      | ۲۳      | ۸       | ۲۲      | ۷۳    | تورنتو              |
| گلدان ۱ | ۷    | USA1  | ۲۰      | ۱۷      | ۱۱      | ۱۴      | ۱۱      | ۷۳    | سیاتل ساندرز        |
| گلدان ۱ | ۸    | USA2  | ۲۲      | ۱۳      | ۹       | ۱۳      | ۱۴      | ۷۱    | دالاس               |
| گلدان ۲ | ۹    | USA4  | ۱۱      | ۱۶      | ۲۰      | ۱۶      | ۸       | ۷۱    | کلرادو رپیدز        |
| گلدان ۲ | ۱۰   | CRC1  | ۱۶      | ۱۹      | ۱۲      | ۱۰      | ۸       | ۶۵    | ساپریسا             |
| گلدان ۲ | ۱۱   | CRC2  | ۱۱      | ۱۰      | ۱۸      | ۹       | ۱۴      | ۶۲    | هردیانو (وایلدکارد) |
| گلدان ۲ | ۱۲   | HON1  | ۹       | ۱۱      | ۱۵      | ۱۰      | ۱۱      | ۵۶    | موتاگوا             |
| گلدان ۲ | ۱۳   | PAN1  | ۴       | ۱۵      | ۴       | ۱۰      | ۲۰      | ۵۳    | تائورو              |
| گلدان ۲ | ۱۴   | SLV1  | ۴       | ۸       | ۴       | ۷       | ۹       | ۳۲    | سانتا تکلا          |
| گلدان ۲ | ۱۵   | CCC1  | ۵       | ۵       | ۴       | ۸       | ۵       | ۲۷    | سیبائو              |
| گلدان ۲ | ۱۶   | SCL1  | ۰       | ۰       | ۰       | ۰       | ۰       | ۰     | المپیا              |

## فرمت
در لیگ قهرمانان کونکاکاف، ۱۶ تیم در یک تورنمنت تک‌حذفی بازی کردند. هر بازی به صورت رفت و برگشت برگزار می‌شد. اگر مجموع امتیازات بعد از بازی برگشت مساوی می‌شد، قانون گل زده در خانه حریف اعمال می‌شد و اگر همچنان مساوی بود، از ضربات پنالتی برای تعیین برنده استفاده می‌شد.

## برنامه مسابقات
برنامه مسابقات به شرح زیر بود.
| مرحله         | بازی رفت         | بازی برگشت             |
| ------------- | ---------------- | ---------------------- |
| یک‌هشتم نهایی  | ۲۰–۲۲ فوریه ۲۰۱۸ | ۲۷ فوریه – ۱ مارس ۲۰۱۸ |
| یک‌چهارم نهایی | ۶–۷ مارس ۲۰۱۸    | ۱۳–۱۴ مارس ۲۰۱۸        |
| نیمه نهایی    | ۳–۴ آوریل ۲۰۱۸   | ۱۰ آوریل ۲۰۱۸          |
| فینال         | ۱۷ آوریل ۲۰۱۸    | ۲۵ آوریل ۲۰۱۸          |

## نمودار
|  | یک‌هشتم نهایی    | یک‌هشتم نهایی | یک‌هشتم نهایی    | یک‌هشتم نهایی |   |               | یک‌چهارم نهایی | یک‌چهارم نهایی | یک‌چهارم نهایی | یک‌چهارم نهایی |  |  | نیمه نهایی | نیمه نهایی | نیمه نهایی | نیمه نهایی |  |  | فینال | فینال | فینال | فینال |  |
|  |                 |              |                 |              |   |               |               |               |               |               |  |  |            |            |            |            |  |  |       |       |       |       |  |
|  | کلرادو رپیدز    | ۰            | ۰               | ۰            |   |               |               |               |               |               |  |  |            |            |            |            |  |  |       |       |       |       |  |
|  | کلرادو رپیدز    | ۰            | ۰               | ۰            |   |               |               |               |               |               |  |  |            |            |            |            |  |  |       |       |       |       |  |
|  | تورنتو          | ۲            | ۰               | ۲            |   |               |               |               |               |               |  |  |            |            |            |            |  |  |       |       |       |       |  |
|  | تورنتو          | ۲            | ۰               | ۲            |   | تورنتو (گ.ز.) | ۲             | ۲             | ۴             |               |  |  |            |            |            |            |  |  |       |       |       |       |  |
|  |                 |              |                 |              |   | تورنتو (گ.ز.) | ۲             | ۲             | ۴             |               |  |  |            |            |            |            |  |  |       |       |       |       |  |
|  |                 |              | اونال           | ۱            | ۳ | ۴             |               |               |               |               |  |  |            |            |            |            |  |  |       |       |       |       |  |
|  | هردیانو         | ۲            | اونال           | ۱            | ۳ | ۴             | ۱             | ۳             |               |               |  |  |            |            |            |            |  |  |       |       |       |       |  |
|  | هردیانو         | ۲            |                 |              |   |               |               |               |               |               |  |  |            |            |            |            |  |  |       |       |       |       |  |
|  | اونال           | ۲            | ۳               | ۵            |   |               |               |               |               |               |  |  |            |            |            |            |  |  |       |       |       |       |  |
|  | اونال           | ۲            | ۳               | ۵            |   | تورنتو        | ۳             | ۱             | ۴             |               |  |  |            |            |            |            |  |  |       |       |       |       |  |
|  |                 |              |                 |              |   |               |               |               |               |               |  |  |            |            |            |            |  |  |       |       |       |       |  |
|  |                 |              | آمریکا          | ۱            | ۱ | ۲             |               |               |               |               |  |  |            |            |            |            |  |  |       |       |       |       |  |
|  | ساپریسا         | ۱            | آمریکا          | ۱            | ۱ | ۲             | ۱             | ۲             |               |               |  |  |            |            |            |            |  |  |       |       |       |       |  |
|  | ساپریسا         | ۱            |                 |              |   |               |               |               |               |               |  |  |            |            |            |            |  |  |       |       |       |       |  |
|  | آمریکا          | ۵            | ۱               | ۶            |   |               |               |               |               |               |  |  |            |            |            |            |  |  |       |       |       |       |  |
|  | آمریکا          | ۵            | ۱               | ۶            |   | آمریکا        | ۴             | ۳             | ۷             |               |  |  |            |            |            |            |  |  |       |       |       |       |  |
|  |                 |              |                 |              |   | آمریکا        | ۴             | ۳             | ۷             |               |  |  |            |            |            |            |  |  |       |       |       |       |  |
|  |                 |              | تائورو          | ۰            | ۱ | ۱             |               |               |               |               |  |  |            |            |            |            |  |  |       |       |       |       |  |
|  | تائورو (گ.ز.)   | ۱            | تائورو          | ۰            | ۱ | ۱             | ۲             | ۳             |               |               |  |  |            |            |            |            |  |  |       |       |       |       |  |
|  | تائورو (گ.ز.)   | ۱            |                 |              |   |               |               |               |               |               |  |  |            |            |            |            |  |  |       |       |       |       |  |
|  | دالاس           | ۰            | ۳               | ۳            |   |               |               |               |               |               |  |  |            |            |            |            |  |  |       |       |       |       |  |
|  | دالاس           | ۰            | ۳               | ۳            |   | تورنتو        | ۱             | ۲             | ۳ (۲)         |               |  |  |            |            |            |            |  |  |       |       |       |       |  |
|  |                 |              |                 |              |   |               |               |               |               |               |  |  |            |            |            |            |  |  |       |       |       |       |  |
|  |                 |              | گوادالاخارا (پ) | ۲            | ۱ | ۳ (۴)         |               |               |               |               |  |  |            |            |            |            |  |  |       |       |       |       |  |
|  | سانتا تکلا      | ۲            | گوادالاخارا (پ) | ۲            | ۱ | ۳ (۴)         | ۰             | ۲             |               |               |  |  |            |            |            |            |  |  |       |       |       |       |  |
|  | سانتا تکلا      | ۲            |                 |              |   |               |               |               |               |               |  |  |            |            |            |            |  |  |       |       |       |       |  |
|  | سیاتل ساندرز    | ۱            | ۴               | ۵            |   |               |               |               |               |               |  |  |            |            |            |            |  |  |       |       |       |       |  |
|  | سیاتل ساندرز    | ۱            | ۴               | ۵            |   | سیاتل ساندرز  | ۱             | ۰             | ۱             |               |  |  |            |            |            |            |  |  |       |       |       |       |  |
|  |                 |              |                 |              |   | سیاتل ساندرز  | ۱             | ۰             | ۱             |               |  |  |            |            |            |            |  |  |       |       |       |       |  |
|  |                 |              | گوادالاخارا     | ۰            | ۳ | ۳             |               |               |               |               |  |  |            |            |            |            |  |  |       |       |       |       |  |
|  | سیبائو          | ۰            | گوادالاخارا     | ۰            | ۳ | ۳             | ۰             | ۰             |               |               |  |  |            |            |            |            |  |  |       |       |       |       |  |
|  | سیبائو          | ۰            |                 |              |   |               |               |               |               |               |  |  |            |            |            |            |  |  |       |       |       |       |  |
|  | گوادالاخارا     | ۲            | ۵               | ۷            |   |               |               |               |               |               |  |  |            |            |            |            |  |  |       |       |       |       |  |
|  | گوادالاخارا     | ۲            | ۵               | ۷            |   | گوادالاخارا   | ۱             | ۰             | ۱             |               |  |  |            |            |            |            |  |  |       |       |       |       |  |
|  |                 |              |                 |              |   |               |               |               |               |               |  |  |            |            |            |            |  |  |       |       |       |       |  |
|  |                 |              | نیویورک رد بولز | ۰            | ۰ | ۰             |               |               |               |               |  |  |            |            |            |            |  |  |       |       |       |       |  |
|  | موتاگوا         | ۰            | نیویورک رد بولز | ۰            | ۰ | ۰             | ۱             | ۱             |               |               |  |  |            |            |            |            |  |  |       |       |       |       |  |
|  | موتاگوا         | ۰            |                 |              |   |               |               |               |               |               |  |  |            |            |            |            |  |  |       |       |       |       |  |
|  | تیخوانا         | ۱            | ۱               | ۲            |   |               |               |               |               |               |  |  |            |            |            |            |  |  |       |       |       |       |  |
|  | تیخوانا         | ۱            | ۱               | ۲            |   | تیخوانا       | ۰             | ۱             | ۱             |               |  |  |            |            |            |            |  |  |       |       |       |       |  |
|  |                 |              |                 |              |   | تیخوانا       | ۰             | ۱             | ۱             |               |  |  |            |            |            |            |  |  |       |       |       |       |  |
|  |                 |              | نیویورک رد بولز | ۲            | ۳ | ۵             |               |               |               |               |  |  |            |            |            |            |  |  |       |       |       |       |  |
|  | المپیا          | ۱            | نیویورک رد بولز | ۲            | ۳ | ۵             | ۰             | ۱             |               |               |  |  |            |            |            |            |  |  |       |       |       |       |  |
|  | المپیا          | ۱            |                 |              |   |               |               |               |               |               |  |  |            |            |            |            |  |  |       |       |       |       |  |
|  | نیویورک رد بولز | ۱            | ۲               | ۳            |   |               |               |               |               |               |  |  |            |            |            |            |  |  |       |       |       |       |  |

## یک‌هشتم نهایی
در مرحله یک‌هشتم نهایی، مسابقات با قرعه کشی مشخص شد. تیم‌های گلدان ۱ در قرعه کشی، میزبان بازی برگشت بودند.
نکته: تیم‌های هندوراسی به دلیل وضعیت سیاسی هندوراس، بازی‌های خود را در زمین بی‌طرف برگزار کردند.

### خلاصه
بازی‌های رفت از ۲۰ تا ۲۲ فوریه و بازی‌های برگشت از ۲۷ فوریه تا ۱ مارس ۲۰۱۸ برگزار شد.
| تیم ۱        | نتیجه نهایی | تیم ۲           | بازی رفت | بازی برگشت |
| ------------ | ----------- | --------------- | -------- | ---------- |
| سیبائو       | ۰–۷         | گوادالاخارا     | ۰–۲      | ۰–۵        |
| سانتا تکلا   | ۲–۵         | سیاتل ساندرز    | ۲–۱      | ۰–۴        |
| المپیا       | ۱–۳         | نیویورک رد بولز | ۱–۱      | ۰–۲        |
| موتاگوا      | ۱–۲         | تیخوانا         | ۰–۱      | ۱–۱        |
| هردیانو      | ۳–۵         | اونال           | ۲–۲      | ۱–۳        |
| کلرادو رپیدز | ۰–۲         | تورنتو          | ۰–۲      | ۰–۰        |
| تائورو       | ۳–۳ (گ.ز.)  | دالاس           | ۱–۰      | ۲–۳        |
| ساپریسا      | ۲–۶         | آمریکا          | ۱–۵      | ۱–۱        |

### مسابقات
| سیبائو | ۰–۲   | گوادالاخارا                |
| ------ | ----- | -------------------------- |
|        | گزارش | - سانچز ۴۰' - ماسیاس ۹۰+۳' |

| گوادالاخارا                                                        | ۵–۰   | سیبائو |
| ------------------------------------------------------------------ | ----- | ------ |
| - آلانیس ۴۵' - سیسنروس ۵۳' - ماسیاس ۵۶' - پولیدو ۷۴' - مایورگا ۷۸' | گزارش |        |

| سانتا تکلا               | ۲–۱   | سیاتل ساندرز |
| ------------------------ | ----- | ------------ |
| - ماین ۶۷'، ۷۶' (پنالتی) | گزارش | - لودیرو ۱۵' |

| سیاتل ساندرز                                      | ۴–۰   | سانتا تکلا |
| ------------------------------------------------- | ----- | ---------- |
| - بروین ۴۸' - لودیرو ۶۹' - مارشال ۸۱' - ایکرم ۸۴' | گزارش |            |

| المپیا              | ۱–۱   | نیویورک رد بولز |
| ------------------- | ----- | --------------- |
| - مویا ۷۲' (پنالتی) | گزارش | - رویر ۳۱'      |

| نیویورک رد بولز               | ۲–۰   | المپیا |
| ----------------------------- | ----- | ------ |
| - رایت-فیلیپس ۵۴' - دیویس ۶۴' | گزارش |        |

| موتاگوا | ۰–۱   | تیخوانا   |
| ------- | ----- | --------- |
|         | گزارش | ریورو ۷۱' |

| تیخوانا   | ۱–۱   | موتاگوا     |
| --------- | ----- | ----------- |
| گارسیا ۳' | گزارش | مارتینز ۸۸' |

| هردیانو                           | ۲–۲   | اونال                    |
| --------------------------------- | ----- | ------------------------ |
| - رویز ۹۰' (پنالتی) - آریتا ۹۰+۳' | گزارش | - مزا ۱۴' - زلارایان ۵۹' |

| اونال                         | ۳–۱   | هردیانو     |
| ----------------------------- | ----- | ----------- |
| - والنسیا ۴۹'، ۷۹' - سوسا ۹۰' | گزارش | - آریتا ۷۸' |

| کلرادو رپیدز | ۰–۲   | تورنتو                      |
| ------------ | ----- | --------------------------- |
|              | گزارش | - اوسوریو ۵۵' - جووینکو ۷۳' |

| تورنتو | ۰–۰   | کلرادو رپیدز |
| ------ | ----- | ------------ |
|        | گزارش |              |

| تائورو      | ۱–۰   | دالاس |
| ----------- | ----- | ----- |
| آگویلار ۵۷' | گزارش |       |

| دالاس                                           | ۳–۲   | تائورو                      |
| ----------------------------------------------- | ----- | --------------------------- |
| - اوروتی ۳۲' - دیاز ۵۰' (پنالتی) - کولمان ۹۰+۲' | گزارش | - آگویلار ۱۶' - گونزالس ۴۴' |

| ساپریسا     | ۱–۵   | آمریکا                                           |
| ----------- | ----- | ------------------------------------------------ |
| رودریگز ۷۴' | گزارش | - دومینگز ۲'، ۴۵' - اوریبه ۳۵'، ۷۹' - ایبارا ۵۹' |

| آمریکا    | ۱–۱   | ساپریسا  |
| --------- | ----- | -------- |
| کینترو ۱' | گزارش | تورس ۵۳' |

## یک‌چهارم نهایی
در مرحله یک‌چهارم نهایی، مسابقات به شرح زیر مشخص شدند:
- چ‌ن۱: برنده ه‌ن۱ در مقابل برنده ه‌ن۲
- چ‌ن۲: برنده ه‌ن۳ در مقابل برنده ه‌ن۴
- چ‌ن۳: برنده ه‌ن۵ در مقابل برنده ه‌ن۶
- چ‌ن۴: برنده ه‌ن۷ در مقابل برنده ه‌ن۸

### خلاصه
بازی‌های رفت از ۶ تا ۷ مارس و بازی‌های برگشت از ۱۳ تا ۱۴ مارس ۲۰۱۸ برگزار شدند.
| تیم ۱        | نتیجه نهایی | تیم ۲           | بازی رفت | بازی برگشت |
| ------------ | ----------- | --------------- | -------- | ---------- |
| سیاتل ساندرز | ۱–۳         | گوادالاخارا     | ۱–۰      | ۰–۳        |
| تیخوانا      | ۱–۵         | نیویورک رد بولز | ۰–۲      | ۱–۳        |
| تورنتو       | ۴–۴ (گ.ز.)  | اونال           | ۲–۱      | ۲–۳        |
| آمریکا       | ۷–۱         | تائورو          | ۴–۰      | ۳–۱        |

### مسابقات
| سیاتل ساندرز | ۱–۰   | گوادالاخارا |
| ------------ | ----- | ----------- |
| - دمپسی ۷۸'  | گزارش |             |

| گوادالاخارا                          | ۳–۰   | سیاتل ساندرز |
| ------------------------------------ | ----- | ------------ |
| - آلانیس ۵۰' - لوپز ۵۵' - گودینز ۸۰' | گزارش |              |

| تیخوانا | ۰–۲   | نیویورک رد بولز       |
| ------- | ----- | --------------------- |
|         | گزارش | - رایت-فیلیپس ۹'، ۶۷' |

| نیویورک رد بولز                         | ۳–۱   | تیخوانا      |
| --------------------------------------- | ----- | ------------ |
| - آدامز ۲۸' - رزاتکوفسکی ۷۰' - کاکو ۷۶' | گزارش | - مندوزا ۱۰' |

| تورنتو                      | ۲–۱   | اونال        |
| --------------------------- | ----- | ------------ |
| - التیدور ۶۰' - اوسوریو ۸۹' | گزارش | - وارگاس ۵۲' |

| اونال                                     | ۳–۲   | تورنتو                                 |
| ----------------------------------------- | ----- | -------------------------------------- |
| - وارگاس ۶۸' - ژینیاک ۸۴'، ۹۰+۲' (پنالتی) | گزارش | - کاریوکا ۶۴' (گل‌به‌خودی) - جووینکو ۷۳' |

| آمریکا                                                 | ۴–۰   | تائورو |
| ------------------------------------------------------ | ----- | ------ |
| - کرونا ۱۹' - مارتین ۷۱' - دومینگز ۷۹' - ایبارگوئن ۸۱' | گزارش |        |

| تائورو       | ۱–۳   | آمریکا                      |
| ------------ | ----- | --------------------------- |
| خ. سانچز ۷۱' | گزارش | - مارتین ۶'، ۱۹' - دیاز ۶۷' |

## نیمه نهایی
در مرحله نیمه نهایی، مسابقات به شرح زیر مشخص شدند:
- ن‌ن۱: برنده چ‌ن۱ در مقابل برنده چ‌ن۲
- ن‌ن۲: برنده چ‌ن۳ در مقابل برنده چ‌ن۴

تیم‌های راه‌یافته به نیمه نهایی که در مراحل قبلی عملکرد بهتری داشتند، میزبان بازی برگشت بودند.
| رتبه    | تیم             | بازی | برد | مساوی | باخت | گل زده | گل خورده | گل تفاضل | امتیاز | میزبان     |
| ------- | --------------- | ---- | --- | ----- | ---- | ------ | -------- | -------- | ------ | ---------- |
| ۱ (ن‌ن۱) | نیویورک رد بولز | ۴    | ۳   | ۱     | ۰    | ۸      | ۲        | ۶+       | ۱۰     | بازی برگشت |
| ۲ (ن‌ن۱) | گوادالاخارا     | ۴    | ۳   | ۰     | ۱    | ۱۰     | ۱        | ۹+       | ۹      | بازی رفت   |
|         |                 |      |     |       |      |        |          |          |        |            |
| ۱ (ن‌ن۲) | آمریکا          | ۴    | ۳   | ۱     | ۰    | ۱۳     | ۳        | ۱۰+      | ۱۰     | بازی برگشت |
| ۲ (ن‌ن۲) | تورنتو          | ۴    | ۲   | ۱     | ۱    | ۶      | ۴        | ۲+       | ۷      | بازی رفت   |

### خلاصه
بازی‌های رفت در تاریخ ۳ و ۴ آوریل و بازی‌های برگشت در تاریخ ۱۰ آوریل ۲۰۱۸ برگزار شدند.
| تیم ۱       | نتیجه نهایی | تیم ۲           | بازی رفت | بازی برگشت |
| ----------- | ----------- | --------------- | -------- | ---------- |
| گوادالاخارا | ۱–۰         | نیویورک رد بولز | ۱–۰      | ۰–۰        |
| تورنتو      | ۴–۲         | آمریکا          | ۳–۱      | ۱–۱        |

### مسابقات
| گوادالاخارا    | ۱–۰   | نیویورک رد بولز |
| -------------- | ----- | --------------- |
| - بریزوئلا ۲۶' | گزارش |                 |

| نیویورک رد بولز | ۰–۰   | گوادالاخارا |
| --------------- | ----- | ----------- |
|                 | گزارش |             |

| تورنتو                                           | ۳–۱   | آمریکا          |
| ------------------------------------------------ | ----- | --------------- |
| - جووینکو ۹' (پنالتی) - التیدور ۴۴' - مورگان ۵۸' | گزارش | - ایبارگوئن ۲۱' |

| آمریکا                  | ۱–۱   | تورنتو        |
| ----------------------- | ----- | ------------- |
| - اوریبه ۹۰+۲' (پنالتی) | گزارش | - اوسوریو ۱۲' |

## فینال
در فینال (برنده ن‌ن۱ در مقابل برنده ن‌ن۲)، فینالیستی که در مراحل قبلی عملکرد بهتری داشت، میزبان بازی برگشت بود.
| رتبه | تیم         | بازی | برد | مساوی | باخت | گل زده | گل خورده | گل تفاضل | امتیاز | میزبان     |
| ---- | ----------- | ---- | --- | ----- | ---- | ------ | -------- | -------- | ------ | ---------- |
| ۱    | گوادالاخارا | ۶    | ۴   | ۱     | ۱    | ۱۱     | ۱        | ۱۰+      | ۱۳     | بازی برگشت |
| ۲    | تورنتو      | ۶    | ۳   | ۲     | ۱    | ۱۰     | ۶        | ۴+       | ۱۱     | بازی رفت   |

### خلاصه
بازی رفت در ۱۷ آوریل و بازی برگشت در ۲۵ آوریل ۲۰۱۸ برگزار شد.
| تیم ۱  | نتیجه نهایی | تیم ۲       | بازی رفت | بازی برگشت |
| ------ | ----------- | ----------- | -------- | ---------- |
| تورنتو | ۳–۳ (۲–۴ پ) | گوادالاخارا | ۱–۲      | ۲–۱        |

### مسابقات
| تورنتو        | ۱–۲   | گوادالاخارا              |
| ------------- | ----- | ------------------------ |
| - اوسوریو ۱۹' | گزارش | - پیسارو ۲' - پولیدو ۷۲' |

| گوادالاخارا                           | ۱–۲   | تورنتو                               |
| ------------------------------------- | ----- | ------------------------------------ |
| - پیندا ۱۹'                           | گزارش | - التیدور ۲۵' - جووینکو ۴۴'          |
| ضربات پنالتی                          |       |                                      |
| - آلانیس - گودینز - پولیدو - زالدیوار | ۴–۲   | - جووینکو - اوسوریو - دلگادو - بردلی |

## گلزنان برتر
| رتبه | بازیکن            | باشگاه          | گل | مرحله | مرحله | مرحله | مرحله | مرحله | مرحله | مرحله | مرحله |
| رتبه | بازیکن            | باشگاه          | گل | ه‌ن۱   | ه‌ن۲   | چ‌ن۱   | چ‌ن۲   | ن‌ن۱   | ن‌ن۲   | ف۱    | ف۲    |
| ---- | ----------------- | --------------- | -- | ----- | ----- | ----- | ----- | ----- | ----- | ----- | ----- |
| ۱    | سباستین جووینکو   | تورنتو          | ۴  | ۱     |       |       | ۱     | ۱     |       |       | ۱     |
| ۱    | جاناتان اوسوریو   | تورنتو          | ۴  | ۱     |       | ۱     |       |       | ۱     | ۱     |       |
| ۳    | جوزی التیدور      | تورنتو          | ۳  |       |       | ۱     |       | ۱     |       |       | ۱     |
| ۳    | سسیلیو دومینگز    | آمریکا          | ۳  | ۲     |       | ۱     |       |       |       |       |       |
| ۳    | هنری مارتین       | آمریکا          | ۳  |       |       | ۱     | ۲     |       |       |       |       |
| ۳    | متئوس اوریبه      | آمریکا          | ۳  | ۲     |       |       |       |       | ۱     |       |       |
| ۳    | بردلی رایت-فیلیپس | نیویورک رد بولز | ۳  |       | ۱     | ۲     |       |       |       |       |       |
| ۸    | ادوین آگویلار     | تائورو          | ۲  | ۱     | ۱     |       |       |       |       |       |       |
| ۸    | اوسوالدو آلانیس   | گوادالاخارا     | ۲  |       | ۱     |       | ۱     |       |       |       |       |
| ۸    | خایرو آریتا       | هردیانو         | ۲  | ۱     | ۱     |       |       |       |       |       |       |
| ۸    | آندره-پیر ژینیاک  | اونال           | ۲  |       |       |       | ۲     |       |       |       |       |
| ۸    | آندرس ایبارگوئن   | آمریکا          | ۲  |       |       | ۱     |       | ۱     |       |       |       |
| ۸    | نیکولاس لودیرو    | سیاتل ساندرز    | ۲  | ۱     | ۱     |       |       |       |       |       |       |
| ۸    | خوزه ماسیاس       | گوادالاخارا     | ۲  | ۱     | ۱     |       |       |       |       |       |       |
| ۸    | گرسون ماین        | سانتا تکلا      | ۲  | ۲     |       |       |       |       |       |       |       |
| ۸    | آلن پولیدو        | گوادالاخارا     | ۲  |       | ۱     |       |       |       |       | ۱     |       |
| ۸    | ادواردو وارگاس    | اونال           | ۲  |       |       | ۱     | ۱     |       |       |       |       |
| ۸    | انر والنسیا       | اونال           | ۲  |       | ۲     |       |       |       |       |       |       |

## جوایز
| جایزه                 | بازیکن          | تیم             |
| --------------------- | --------------- | --------------- |
| توپ طلایی             | سباستین جووینکو | تورنتو          |
| کفش طلایی             | جاناتان اوسوریو | تورنتو          |
| دستکش طلایی           | رودولفو کوتا    | گوادالاخارا     |
| بهترین بازیکن جوان    | رودولفو پیسارو  | گوادالاخارا     |
| جایزه بازی جوانمردانه | —               | نیویورک رد بولز |
| بهترین گل مسابقات     | آلن پولیدو      | گوادالاخارا     |

| موقعیت | بازیکن           | تیم             |
| ------ | ---------------- | --------------- |
| GK     | رودولفو کوتا     | گوادالاخارا     |
| DF     | اوسوالدو آلانیس  | گوادالاخارا     |
| DF     | آلخاندرو مایورگا | گوادالاخارا     |
| DF     | میشل موریو       | نیویورک رد بولز |
| DF     | ادوین هرناندز    | گوادالاخارا     |
| MF     | جاناتان اوسوریو  | تورنتو          |
| MF     | متئوس اوریبه     | آمریکا          |
| MF     | نیکولاس لودیرو   | سیاتل ساندرز    |
| MF     | ایساک بریزوئلا   | گوادالاخارا     |
| FW     | سباستین جووینکو  | تورنتو          |
| FW     | رودولفو پیسارو   | گوادالاخارا     |